# Смрдешник
Смрдешник (грч. Κοκάρτζα, Кокардза) је насељено место у општини Кукуш у периферији Средишња Македонија, Грчка. Према попису из 2021. године било је 34 становника.
Некада је Смрдешник био словенско насеље које је напуштено крајем 19. века, његови житељи су се преселили у суседно село Женско. Касније је сеоска земља постала великопоседничко имање каракачанских породица Баскос, Кацавелис, Котула и других. На попису из 1928. године Смрдешник је имао 43 становника.